# Коштани лавиринт
Коштани лавиринт или отичка капсула, (лат. Labyrhintus osseos) је анатомска структура унутрашњег ува, која лежи нешто иза и унутра од бубне дупље. Дебљина зидова лавиринта износи свега 1-2 mm.

## Грађа
Коштани лавиринт се састоји из:
Предњег — доњег дела или пужа (лат. cochlea) у коме је смештен слушни орган. Иза пужа, а испред полукружних канала (лат. canales semicirculares ossei) се налазе трем (вестибулум), централни део коштаног лавиринта.
Задњег — горњег дела или коштаних полукружни канали, којих има три, и који су постављени у различите (три) равни простора. Отварају се у шупљини трема са оба своја крака. Изузетак чине предњи и задњи полукружни канали, који спајајући се својим задњим крацима, чине заједнички крак (лат. crus communе)
Централног дела — предворја, трема (лат. vestibulum) или централне шупљине лавиринта кoja има облик призме са многобројним отворима.
На унутрашњем зиду лавиринта налазе се плитка коштана удубљења уз која су приљубљене мешница (лат. utriculus) и кесица (лат. sacculus), као и рупичасте површине
(лат. maculae cribrosae) кроз које пролазе гранчице вестибуларног дела вестибулокохлеарног живца. На овом зиду се налази и улазни отвор тремног канала (лат. aqeuductus vestibuli)), кроз који опнасти ендолимфатични канал (лат. ductus endolymphaticus) напушта пирамиду темпоралне кости.
Између мембранозног и коштаног лавиринта налази се простор испуњен перилимфом, која је по свом саставу слична ликвору. Перилимфа садржи висок ниво натријума, а мало калијума.